# Bindenruderente

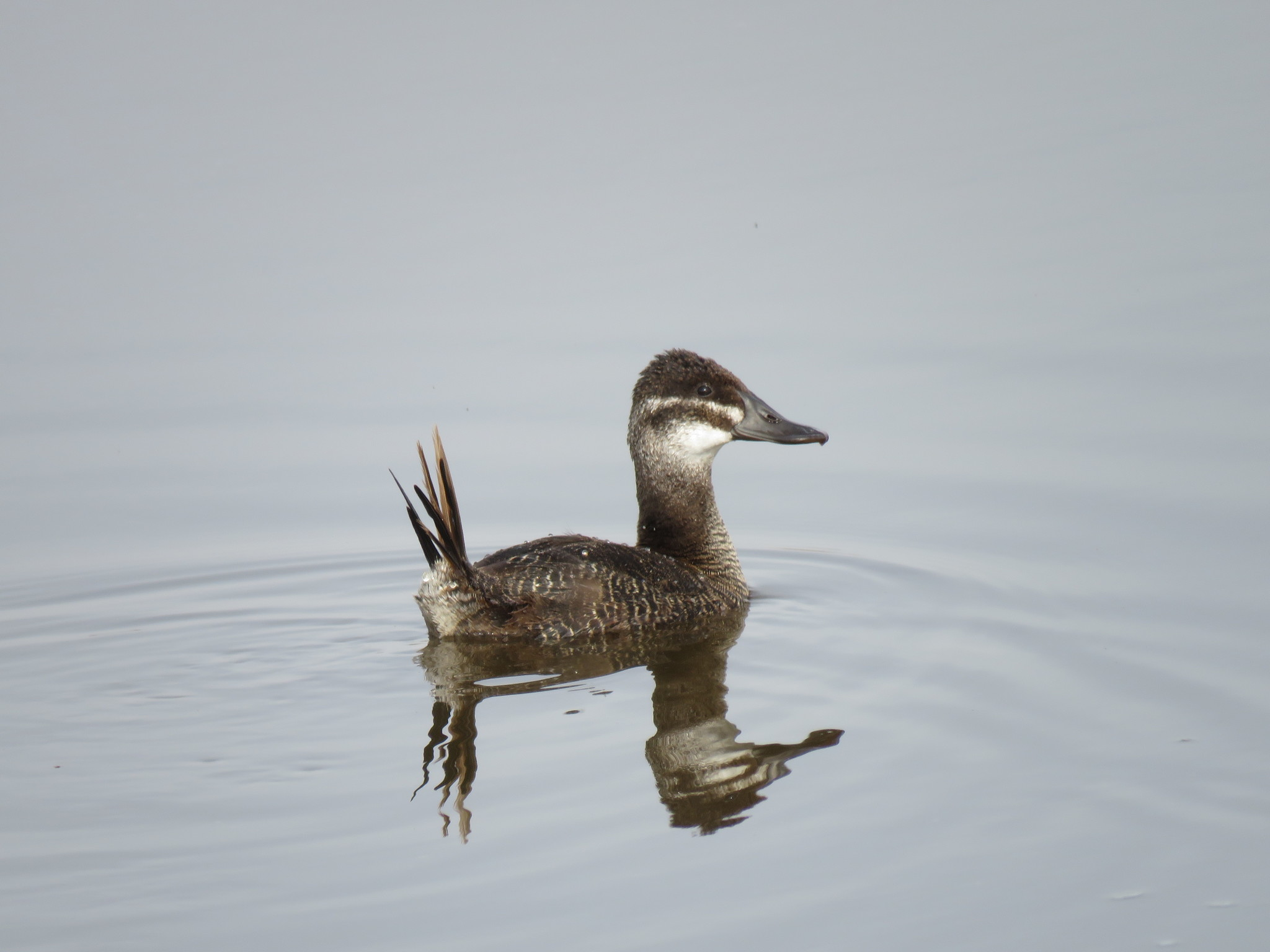
Weibchen der Argentinischen Ruderente

Die Bindenruderente (Oxyura vittata), auch Argentinische Schwarzkopfruderente oder Argentinische Ruderente genannt, ist eine Entenart aus der Unterfamilie der Ruderenten.

## Merkmale

### Erscheinungsbild
Bindenruderenten erreichen eine Körperlänge von etwa 35 bis 40 Zentimetern und ein Gewicht von etwa 640 Gramm. Weibchen und Männchen im Ruhekleid sind rußig-braun bis schwärzlich mit gelbbrauner bis rötlicher Wellenzeichnung. Unter dem Auge verläuft von der Basis des dunkelgrauen Schnabels bis zum Nacken ein gelbbrauner bis weißlicher Streifen, unter dem ein leicht gesprenkeltes dunkles Band liegt. Der Hals ist weißlich, häufig mit dunkler gesprenkeltem oder geflecktem Nacken. Die Bauchseite ist silbrig-weiß mit braunen Flecken, Beine und Füße sind dunkelgrau.

### Federkleid
Im Prachtkleid weist das Männchen einen komplett schwarz gefärbten Kopf auf. Der Körper ist rötlich-kastanienbraun, die Schwungfedern, der Schwanz und die Region zwischen den Schultern sind rußig-braun bis schwärzlich gefärbt. Die Bauchseite ist gesprenkelt schmutzig-weiß, wobei die kastanienbraune Rückenfärbung manchmal deutlich in die Bauchfärbung einfließt. Der Schnabel ist kräftig blau gefärbt, die Iris des Auges ist rötlichbraun. Beine und Füße sind blaugrau.

### Fortpflanzung
Während die meisten Vogelarten über gar kein äußeres Begattungsorgan verfügen, besitzen die Männchen der Argentinischen Ruderente einen außergewöhnlich großen Penis, der im Ruhezustand korkenzieherartig aufgerollt in der Kloake liegt und eine durchschnittliche Länge von etwas über 20 Zentimetern erreicht. Bei einem Exemplar wurden im voll ausgestreckten Zustand  sogar 42,5 Zentimeter gemessen. Der auch im ausgefahrenen Zustand gewundene Penis ist fleckig grau und trägt an der Basis eine Reihe von groben Stacheln, während das Ende weich und bürstenartig ist. Wie genau das Organ während der Paarung eingesetzt wird, ist unbekannt. Es wurde spekuliert, dass es eine Schaufunktion erfüllt oder, da Ruderenten ausgeprägte Promiskuität zeigen, zum Entfernen von bei vorhergehenden Paarungen im weiblichen Genitaltrakt deponiertem Sperma dient.
Forscher konnten feststellen, dass diese spezielle Penisform eine Befruchtung nur ermöglicht, wenn das Entenweibchen dies auch zulässt. Bei erzwungenen Paarungen kann die Ente die Befruchtung durch das Zusammenziehen ihrer Kloake verhindern. Nicht nur Ruderenten, sondern auch einige Eigentliche Enten, wie die Moschusente weisen diese Besonderheit auf.

## Vorkommen

Verbreitungsgebiet der Argentinischen Ruderente (gelb)

Die Bindenruderente besiedelt Tümpel und Seen mit reichem Wasserpflanzenbewuchs im Flachland des gemäßigten Südamerikas. Sie brütet in Chile von der Atacamawüste bis Feuerland sowie in Argentinien und überwintert in Paraguay, Uruguay und Südbrasilien.